# Stazione di Bari Sud Est
La stazione Bari Sud Est è una stazione di Bari situata tra i quartieri di San Pasquale, Madonnella e Japigia. È gestita delle Ferrovie del Sud Est. 
È dotata di quattro binari, di cui due di testa.
Nella stazione è esposta come monumento una vecchia locomotiva a vapore usata dalle Ferrovie del Sud Est fino agli anni 1960, quando la trazione a vapore fu sostituita dalla trazione diesel.

## Servizi
La stazione dispone di:
- Biglietteria a sportello e automatica
- Servizi igienici
- Area per l'attesa
- Accessibilità per portatori di handicap
- Fermata autolinee urbane AMTAB ed extraurbane

## Movimento
La stazione è servita dai treni regionali svolti dalle Ferrovie del Sud Est nella relazione Bari - Putignano via la linea 1 bis. Per la linea 1, da giugno 2019 non sono previsti treni in quanto la linea non è attiva per lavori: pertanto Ferrovie del Sud Est ha predisposto un servizio automobilistico sostitutivo.

## Galleria d'immagini

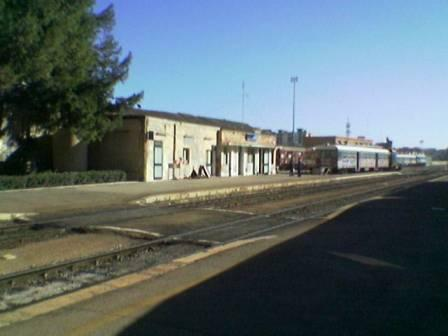
Foto della stazione dal binario 1
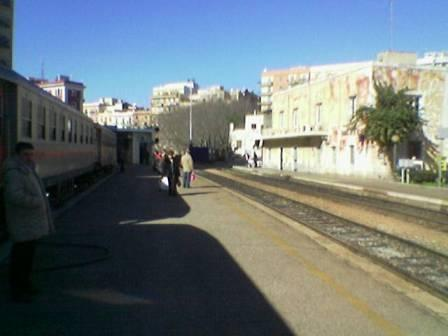
Foto della stazione dal binario 2